# Fabrizio Poletti
Fabrizio Poletti (Bondeno, Provincia de Ferrara, Italia, 13 de julio de 1943) es un exfutbolista y director técnico italiano. Se desempeñaba en la posición de defensa.

## Selección nacional
Fue internacional con la selección de fútbol de Italia en 6 ocasiones. Debutó el 16 de junio de 1965, en un encuentro amistoso ante la selección de Suecia que finalizó con marcador de 2-2.

### Participaciones en Copas del Mundo
| Mundial                        | Sede   | Resultado  |
| ------------------------------ | ------ | ---------- |
| Copa Mundial de Fútbol de 1970 | México | Subcampeón |

## Clubes

### Como futbolista
| Club            | País   | Año         |
| --------------- | ------ | ----------- |
| A. C. Asti      | Italia | 1961 - 1962 |
| Torino F. C.    | Italia | 1962 - 1971 |
| Cagliari Calcio | Italia | 1971 - 1974 |
| U. C. Sampdoria | Italia | 1974 - 1975 |

### Como entrenador
| Club               | País       | Año         |
| ------------------ | ---------- | ----------- |
| A. S. Suzzara      | Italia     | 1978        |
| Faenza Calcio      | Italia     | 1987 - 1988 |
| Deportivo Saprissa | Costa Rica | 1993        |

## Palmarés

### Campeonatos nacionales
| Título      | Club         | País   | Año     |
| ----------- | ------------ | ------ | ------- |
| Copa Italia | Torino F. C. | Italia | 1967-68 |
| Copa Italia | Torino F. C. | Italia | 1970-71 |

### Copas internacionales
| Título                                     | Equipo              | País   | Año  |
| ------------------------------------------ | ------------------- | ------ | ---- |
| Medalla de oro en los Juegos Mediterráneos | Selección de Italia | Italia | 1963 |